# Логинов, Владимир Иванович (металлург)
Ло́гинов Владимир Иванович (4 января 1923 года, Екатеринослав — 2001, Днепродзержинск Днепропетровской области) — советский и украинский металлург, доктор технических наук, профессор, ректор ДИИ с 1964 по 1988 год. Почётный гражданин Каменского.

## Краткие биографические сведения
Поступил в июле 1939 в Днепродзержинский индустриальный институт. С июля 1941 года служил в РККА. Командовал взводом морской пехоты, участвовал в боях за Севастополь, воевал в штрафбате, затем был командиром батальона сначала 1292-го стрелкового полка, потом - 113-й стрелковой дивизии 57-й армии 3-го Украинского фронта.
В 1948 году провёл опыты по вдуванию в доменную печь пылеугольного топлива.
С 1956 по 1960 годы заведующий кафедрой металлургией чугуна. С 1963 по 1989 год ректор Днепровского индустриального института. А. П. Огурцов (впоследствии преемник Логинова на посту ректора) вспоминал: "Из разговоров с друзьями, которые уже работали в вузе, я знал, что это назначение большинство восприняло положительно — молодой, фронтовик, металлург, доцент". Во время его руководства Днепродзержинский институт завод-втуз был реорганизован в Индустриальный институт имени Арсеничева. Оставит должность ректора по возрасту (в 65 лет).

## Награды
- Орден Великой Отечественной войны 1 степени;
- Орден Великой Отечественной войны 2 степени;
- Орден Трудового Красного знамени;
- Орден Дружбы народов;
- Орден Знак Почёта.

## Память
- В городе Каменское с 2015 г. есть улица, названная в честь Владимира Логинова.[5]
- В честь него также названа кафедра металлургии черных металлов Днепродзержинского государственного технического университета.